# Чога (Ленинградская область)
Чога — деревня в Пашозёрском сельском поселении Тихвинского района Ленинградской области.

## История
ЧОГА (МИШУКОВО) — деревня Лазаревского общества, прихода Пашеозерского погоста. Озеро Пашеозеро. 

Крестьянских дворов — 9. Строений — 21, в том числе жилых — 10.

Число жителей по семейным спискам 1879 г.: 25 м. п., 27 ж. п.; по приходским сведениям 1879 г.: 26 м. п., 28 ж. п.

В конце XIX — начале XX века деревня административно относилась к Лукинской волости 2-го земского участка 2-го стана Тихвинского уезда Новгородской губернии.

ЧОГА (МИШУКОВО) — деревня Лазаревского общества, дворов — 7, жилых домов — 10, число жителей: 34 м. п., 28 ж. п. 

Занятия жителей — земледелие, лесные заработки. Река Чога. 

ЧОГА (МИШУКОВО) — усадьба Ф. Фокеева, дворов — 2, жилых домов — 2, число жителей: 1 м. п., 3 ж. п. 

Занятия жителей — земледелие, пчеловодство. Озеро Пашеозеро и река Чога. (1910 год)

Согласно карте Ленинградской области Северо-западного аэрогеодезического треста ГГУ издания 1932 года деревня называлась Чага и насчитывала 8 крестьянских дворов:
| Внешние изображения | Внешние изображения             |
| ------------------- | ------------------------------- |
|                     | Деревня Чога на карте 1932 года |

По данным 1933 года деревня также называлась Чага и входила в состав Пашеозёрского сельсовета Капшинского района.
По данным 1966, 1973 и 1990 годов деревня Чога входила в состав Пашеозёрского сельсовета Тихвинского района.
В 1997 году в деревне Чога Пашозёрской волости проживали 8 человек, в 2002 году — 9 человек (все русские).
В 2007 году в деревне Чога Пашозёрского СП также проживали 9 человек, в 2010 году — 6.

## География
Деревня расположена в северо-восточной части района на автодороге 41К-907 (Пашозеро — Чога).
Расстояние до административного центра поселения — 2 км.
Расстояние до ближайшей железнодорожной станции Тихвин — 103 км.
Деревня находится на левом берегу реки Чога.

## Демография
| 2007 | 2010 | 2017 |
| ---- | ---- | ---- |
| 9    | ↘6   | ↘4   |

### Национальный состав
Согласно данным Всероссийской переписи населения 2021 года в деревне проживали 2 человека, все русские.

## Улицы
Луговая.